# Cryptic
Cryptic je sedmi studijski album death metal-sastava Edge of Sanity. Diskografska kuća Black Mark Production objavila ga je 11. studenoga 1997. Jedini je album sastava na kojem ne svira osnivač Dan Swanö i jedini na kojem pjeva Robban Karlsson iz skupine Pan.Thy.Monium.

## Popis pjesama
Tekstovi: Andreas "Dread" Axelsson. 
| 1.    | »Hell Written«          | 4:35 |
| 2.    | »Uncontroll Me«         | 5:55 |
| 3.    | »No Destiny«            | 3:35 |
| 4.    | »Demon I«               | 4:16 |
| 5.    | »Not of This World«     | 3:50 |
| 6.    | »Dead I Walk«           | 3:26 |
| 7.    | »Born, Breed, Bleeding« | 4:30 |
| 8.    | »Bleed You Dry«         | 5:23 |
| 35:30 |                         |      |

## Osoblje
Edge of Sanity
- Dread – gitara
- Sami Nerberg – gitara
- Anders Lindberg – bas-gitara
- Robban Karlsson – vokal
- Benny Larsson – bubnjevi

Ostalo osoblje
- Ronny Lahti – produkcija, inženjer zvuka, miks
- Michael Semprevivo – umjetnički smjer, tipografija
- Peter In de Betou – mastering
- Alejandro Palavecino – fotografije
- Anders Forsberg – izvršna produkcija
- Susan Nerberg – grafički dizajn, fotografije
- Martin Ahx – grafički dizajn, naslovnica albuma